# إعادة التدوير في المملكة المتحدة
في عام 2015، أُعيد تدوير نحو 43.5% من النفايات المنزلية في المملكة المتحدة أو تحويلها إلى أسمدة عضوية أو تكسيرها بالهضم اللاهوائي. تقوم الهيئات القانونية بمعظم عمليات إعادة التدوير في المملكة المتحدة، على الرغم من أن الشركات الخاصة هي التي تقوم، في المقام الأول، بمعالجة النفايات التجارية والصناعية. السلطات المحلية مسؤولة عن جمع النفايات المنزلية، وعن عقود التشغيل التي عادة ما تكون عبارة عن مخططات لجمع النفايات على جانب الطريق. يقضي قانون إعادة تدوير النفايات المنزلية لعام 2003 بأن تزود السلطات المحلية في إنجلترا كل أسرة بمجموعة منفصلة من نوعين، على الأقل، من المواد القابلة لإعادة التدوير بحلول عام 2010. فُوضت مهمة سياسة إعادة التدوير إلى الإدارات في اسكتلندا وأيرلندا الشمالية وويلز التي حددت أهدافها الخاصة بها، مع تبليغ نتائج جميع الإحصاءات إلى اليوروستات. 

## إعادة تدوير النفايات المنزلية
تهدف سياسة إعادة التدوير المحلية في المملكة المتحدة إلى تشجيع الأفراد على إعادة التدوير في منازلهم، من خلال حملات التنظيم والتوعية العامة. يشمل ذلك فرض غرامات على الأشخاص الذين لا يقطّعون نفاياتهم المنزلية وزيادة التركيز على فصل النفايات إلى مواد مختلفة قابلة لإعادة التدوير، مع تطبيق كل مجلس لقواعد مختلفة. ينصب تركيز سياسة إعادة التدوير المحلية نحو تشجيع إعادة التدوير، بدلًا من معاقبة الأسر عن النفايات غير المعاد تدويرها.
تكون إعادة التدوير أكثر فعالية عندما يعاد استخدام المواد حول المنزل بدلًا من التخلص منها. تشمل النُهج الأخرى أخذ العناصر الزجاجية إلى مخازن الزجاجات في المتاجر الكبرى، وتحويل النفايات القابلة للتحلل الحيوي إلى سماد، وهو ما يجعل دفن النفايات عملية غير ضرورية.
وفقًا لآخر الأرقام الواردة من وزارة البيئة والأغذية والشؤون الريفية:
- أُعيد تدوير نحو 44.3% من النفايات المنزلية في عام 2015.[4]
- حدثت زيادة بنسبة 235% في إعادة التدوير المنزلي في إنجلترا بين عامي 2000/01 و 2009/10.[5]
- أُنتج نحو 26.7 مليون طن من النفايات المنزلية في عام 2015، منها 11.6 مليون طن أُعيد تدويرها أو أعيد استخدامها أو تحويلها إلى سماد.[6]
- في عام 2015، كانت إعادة التدوير الجاف أكبر مكون للنفايات المعاد تدويرها، إذ شكلت نحو 59% من المجموع.[6]

أجرت مؤسسة بول كوربوريشان دراسة استقصائية في عام 2018، درست شواغل الجمهور وأفكاره بشأن إعادة التدوير في المملكة المتحدة:
- يدّعي نحو 86% من جميع البالغين البريطانيين انهم قلقون بشأن هذه المسألة، ويظهر نحو 90%، من الأشخاص الذين يبلغون من العمر 55 سنة وما فوق، أكبر قدر من القلق.
- على الرغم من ذلك، يدّعي نحو 67% فقط أنهم «غالبًا» يتخذون إجراءات للحد من التلوث البلاستيكي، على سبيل المثال، من خلال إعادة التدوير وتغيير عادات التسوق لشراء بدائل للبلاستيك القابل للتخلص.[7]

## إعادة تدوير النفايات الصناعية
تشكل النفايات التجارية والصناعية جزءًا كبيرًا من نفايات المملكة المتحدة. وفقًا لوزارة البيئة والأغذية والشؤون الريفية، أُنتج نحو 48 مليون طن من النفايات التجارية والصناعية في إنجلترا في عام 2009، بعد أن كانت 67.9 مليون طن قبل 6 سنوات. علاوة على ذلك، أُعيد استخدام أو أُعيد تدوير نحو 52% من النفايات التجارية والصناعية، مقارنة بما يقارب 42% فقط في 2002/03. يُعد هذا الرقم أكبر أيضًا من معدل إعادة تدوير النفايات المنزلية. ينتج القطاعان الصناعي والخدمي كميات مماثلة تقريبًا من النفايات بمعدلات إعادة تدوير مماثلة، على الرغم من أن القطاع الخدمي أكبر حجمًا من الناحية الاقتصادية. لم تكن التقارير الواردة عن إحصاءات النفايات التجارية والصناعية تفي دائمًا بمعايير المفوضية الأوروبية، إذ تستخدم المجالس المحلية منهجيات مختلفة لإحصاءاتها. لم تُجر أيضًا أي دراسة استقصائية شاملة للنفايات التجارية والصناعية منذ عام 2003.

## المجالات الرئيسية لسياسة إعادة التدوير في المملكة المتحدة
تهدف سياسة إعادة التدوير في المملكة المتحدة إلى تحسين أساليب ومستويات إعادة التدوير في جميع أنحاء المملكة المتحدة، مع التركيز على الزجاج والورق واللدائن والعلب المعدنية.

### الزجاج
يمكن إعادة تدوير الزجاج في شكل زجاجات وأوعية تُسحق ثم تُذاب. يمكن إعادة تدوير الزجاج إلى ما لا نهاية لأنه لا يفقد أي شئ من جودته. تستخدم إعادة تدوير الزجاج طاقة أقل ومواد خام أقل وتنتج كميات أقل من ثاني أكسيد الكربون مقارنة بصناعة الزجاج من الصفر. تتمثل الصعوبة الرئيسية في إعادة تدوير الزجاج في ضرورة إزالة المواد غير المرغوب فيها التي تلوث الزجاج وتجنب اختلاط الألوان المختلفة.
تشيع نقاط تجميع الزجاج، المعروفة باسم مستودع الزجاجات، بالقرب من مراكز التسوق وفي مواقع المرافق المدنية وفي الأحياء المحلية في المملكة المتحدة. توجد مستودع الزجاجات عادة إلى جانب نقاط جمع النفايات الأخرى القابلة لإعادة التدوير مثل الورق والمعادن واللدائن. عادة ما يكون لدى جامعي النفايات المنزلية والمحلية نقطة مركزية واحدة لجميع أنواع النفايات التي توجد فيها حاويات زجاجية كبيرة. يوجد حاليًا في المملكة المتحدة ما يزيد عن 50,000 مستودع زجاجي، ويُعاد تدوير نحو 752,000 طن من الزجاج سنويًا. 
لا يمكن أن تستهلك صناعة إعادة تدوير النفايات في المملكة المتحدة كل زجاج الحاويات المعاد تدويره، والذي سيصبح متاحًا خلال السنوات القادمة، ويرجع ذلك أساسًا إلى اختلال التوازن اللوني بين ما هو مصنّع وما هو مستهلك. تستورد المملكة المتحدة كمية من الزجاج الأخضر، في شكل زجاجات نبيذ، أكبر بكثير مما تستخدمه، وهو ما يؤدي إلى وجود كمية فائضة لإعادة التدوير. قد يُصدر فائض الزجاج الأخضر الناتج عن تلك الزجاجات المستوردة إلى البلدان المنتجة، أو يُستخدم محليًا في التنوع المتزايد للاستخدامات النهائية الثانوية للزجاج المعاد تدويره. 

### الورق
جميع أنواع النفايات الورقية قابلة لإعادة التدوير، والورق المعاد تدويره يحتاج إلى طاقة أقل ومواد خام أقل لإنتاجه مقارنة بتصنيعه من الصفر. ومع ذلك، فلا يمكن إعادة تدوير الورق إلى أجل غير مسمى، ويبلغ العدد الطبيعي من المرات التي يمكن إعادة تدويره فيها نحو ستة مرات. يُستخدم نحو 125 مليون طن من الورق والكرتون سنويًا في إنجلترا.

### اللدائن
في المملكة المتحدة، تُعد كمية اللدائن التي يُعاد تدويرها بعد الاستهلاك منخفضة نسبيًا، ويرجع ذلك جزئيًا إلى نقص مرافق إعادة التدوير. يكمن التحدي المتمثل في إعادة تدوير اللدائن في أن فرز الأنواع المختلفة من اللدائن، في كثير من الأحيان يتم باليد، وهو ما يبطئ العملية. أسّست صناعة اللدائن في عام 2009، تحدي اللدائن لعام 2020، وذلك بهدف إشراك الجمهور البريطاني في نقاش وطني حول استخدام اللدائن وإعادة استخدامه والتخلص منه، وتستضيف سلسلة من المناقشات على موقعها على الإنترنت حول موضوع التسلسل الهرمي للنفايات. 

### العلب المعدنية
يُعد معدل إعادة تدوير العلب المعدنية مرتفعًا في المملكة المتحدة، إذ تُعتبر إعادة تدوير الألمنيوم والعلب المصنوعة من الصلب أكثر المواد شيوعًا. يمكن إعادة تدوير المعدن إلى أجل غير مسمى، ولا تستخدم العلب المصنوعة من الألومنيوم سوى 5% من الطاقة اللازمة لإنتاجها من الصفر، ولا تطلق سوى 5% من الغازات الدفيئة. بالإضافة إلى ذلك، تُعد هذه المادة أسهل المواد من ناحية استخراجها وفصلها عن المواد القابلة لإعادة التدوير الأخرى، وذلك باستخدام المغناطيسات مع العلب المصنوعة من الصلب، ومغنطيسات خاصة (ذات تيارات دوامية) تضمن إعادة تدوير كل علبة.